# 면목동
면목동(面牧洞)은 서울특별시 중랑구의 법정동이다.

## 연혁
- 1466년~1895년 제2 차 갑오개혁: 경기도 양주군 고양주면 면목리
- 제2 차 갑오개혁~1914년 3월 31일 : 한성부 두모방 면목리
- 1914년 4월 1일 : 경기도 고양군 뚝도면 면목리로 개칭함.[2]
- 1949년 8월 15일 : 서울특별시 구역 확장으로 고양군 뚝도면 면목리가 서울시로 편입되었다.
- 1970년 5월 18일 : 면목동을 면목1동·2동으로 분동하였다.
- 1973년 7월 : 관악구·도봉구의 2개 구가 증설과 동시에 구간조정으로 면목동의 일부가 성동구로 편입되면서 면목1동을 나누어 면목3·4동을 증설하였다.
- 1977년 9월 1일 : 면목1동 일부를 면목6동으로 분동하였다.
- 1988년 1월 1일 : 동대문구에서 중랑구를 분리·신설하면서[3] 면목7동을 신설하였다.
- 2008년 1월 1일 : 면목1, 6동을 통합하여 면목본동이 되었다.[4]

## 교육
- 서울면목초등학교
- 서울면동초등학교
- 서울면남초등학교
- 서울면중초등학교
- 서울중랑초등학교
- 서울중곡초등학교
- 용마중학교
- 중화중학교
- 면목중학교
- 면목고등학교
- 혜원여자고등학교
- 서일대학교

## 교통
- 서울 지하철 7호선
  - 면목역
  - 사가정역
  - 용마산역
  - 상봉역
  - 망우역
  - 중랑역

## 문화
- 용마폭포공원
- 동원시장

## 같이 보기
- 대한민국의 행정 구역